# Professor Frink
Professor John Nerdelbaum Frink, Jr. is een personage uit de animatieserie The Simpsons. Hij wordt ingesproken door Hank Azaria. Hij is vernoemd naar John Frink, een schrijver en televisie producer van de serie.

## Profiel
Professor John Frink is Springfield’s uitvinder, en in zekere zin het stereotype van een gekke geleerde. Er zijn bronnen die beweren dat hij uit Canada komt en Joods is. Toch zat hij al op zijn achtste op de school van Springfield.
Zijn personage is grotendeels gebaseerd op Jerry Lewis' personage uit de film The Nutty Professor. Hij gebruikt vaak vreemde woorden als hij opgewonden is, zoals "GLAVIN!".

## Intelligentie
Er wordt gezegd dat hij een IQ heeft van 197; 199 voordat hij een hersenschudding opliep in de aflevering "They Saved Lisa's Brain". Hij is lid van de Springfieldse tak van Mensa.

## Uitvindingen
Professor Frink is geobsedeerd door flubber, een fictief materiaal dat afkomstig is uit de film The Absent-Minded Professor. Professor Frink heeft basketbalschoenen gemaakt van Flubber.
Hij is ook de uitvinder van andere dingen zoals hamburger-oorwarmers en tijdmachines. Sommige van zijn uitvindingen werken beter dan andere.

## Familie
Frink had een moeilijke relatie met zijn vader. Frink zei dat ze net zo goed met elkaar overweg konden als "positronen en anti-neutrinos."
Frink heeft een vrouw, maar in latere afleveringen lijkt hij van haar gescheiden te zijn. Verder heeft hij een jongere zoon die sterk op hem lijkt.

## Persoonlijk leven
In de aflevering "Future-Drama", een aflevering die zich acht jaar in de toekomst afspeelt, was in Frinks lab een opgehangen skelet in een labjas te zien. Dit suggereert dat ergens in de acht jaar ervoor Frink zelfmoord had gepleegd, maar niemand zijn afwezigheid had opgemerkt. Echter, in de aflevering "Lisa's Wedding" (die zich nog verder in de toekomst afspeelt) was Frink nog gewoon in leven.
Op een bepaald moment in The Simpsons werd Frink dankzij een hypnotiseur aantrekkelijk voor vrouwen. Hierbij verloor hij zijn bril en nerdachtige uiterlijk, en werd snel verliefd op een vrouw. Helaas voor hem verbrak de hypnotiseur de hypnose later weer.
Volgens "Homer's Paternity Coot" maakte Frink in de jaren 60 napalm om op Đà Nẵng te gooien.
In de aflevering "Springfield Up" reisde Frink terug in de tijd om zijn 7-jarige zelf ervan te weerhouden een wetenschapper te worden. Dit mislukte echter omdat hij werd geraakt door twee auto’s en een kind zijn tijdmachine stal.

## Voetnoten
1. ↑  Aflevering: Springfield Up

Homer Simpson · Marge Simpson · Bart Simpson · Lisa Simpson · Maggie Simpson · Abraham Simpson · Patty en Selma Bouvier · Jacqueline Bouvier · Mona Simpson · Santa's Little Helper · Snowball II · Familie Bouvier
Jasper Beardley · Comic Book Guy · Eddie en Lou · Maude Flanders · Ned Flanders · Professor Frink · Barney Gumble · Julius Hibbert · Lionel Hutz · Eerwaarde Lovejoy · Kapitein Horatio McCallister · Hans Moleman · Bleeding Gums Murphy · Apu Nahasapeemapetilon · Mayor Joe Quimby · Dr. Nick Riviera · Agnes Skinner · Cletus Spuckler · Squeaky Voiced Teen · Disco Stu · Moe Szyslak · Kirk Van Houten · Luann Van Houten · Chief Clancy Wiggum
Gary Chalmers · Rod en Todd Flanders · Jimbo Jones · Kearney · Edna Krabappel · Otto Mann · Nelson Muntz · Martin Prince · Seymour Skinner · Milhouse Van Houten · Ralph Wiggum · Groundskeeper Willie · andere studenten
Montgomery Burns · Carl Carlson · Lenny Leonard · Waylon Smithers
Itchy en Scratchy · Kent Brockman · Krusty de Clown · Troy McClure · Rainier Wolfcastle · Radioactive Man
Snake · Kang & Kodos · Sideshow Bob · Fat Tony
Treehouse of Horror
Bart vs. the World · Bart Simpson's Escape from Camp Deadly · The Simpsons Arcadespel · Bart vs. the Space Mutants · Bart's House of Weirdness ·Bart vs. The Juggernauts · Krusty's Fun House · Bartman Meets Radioactive Man · Bart's Nightmare · The Itchy and Scratchy Game · Virtual Bart · Bart and the Beanstalk · Itchy & Scratchy in Miniature Golf Madness · Cartoon Studio · Virtual Springfield · Night of the Living Treehouse of Horror · Bowling · Wrestling · Road Rage · Skateboarding · Hit & Run · The Simpsons Game · The Simpsons: Tapped Out
The Simpsons · The Simpsons Pinball Party
Strips: Simpsons Comics · Bart Simpson serie · Itchy & Scratchy Comics · Bart Simpson's Treehouse of Horror · Futurama/Simpsons Infinitely Secret Crossover Crisis
Tijdschrift: Simpsons Illustrated
Boeken: Bart Simpson's Guide to Life · Family Album · Library of Wisdom · Complete Guides · Planet Simpson · The Simpsons and Philosophy
Actiefiguurtjes: World of Springfield
The Simpsons Movie
Bankgrap ·
Canyonero · 
D'oh! · 
Duff Beer · 
Schoolbordgrap · 